# Black Lunch Table

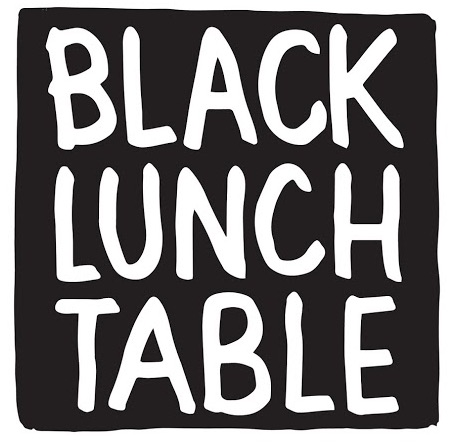
Logo của Black Lunch Table

Black Lunch Table (BLT) là dự án lưu trữ lịch sử truyền miệng có trụ sở tại Mỹ, tập trung vào thân thế và tác phẩm của giới nghệ sĩ Da đen. Công việc của dự án này bao gồm lưu trữ tài liệu truyền miệng, triển lãm, hội thảo giảng dạy ngang hàng, tụ họp và edit-a-thon về Wikipedia. BLT tập hợp mọi người lại với nhau nhằm tham gia đối thoại về việc ghi chép, thu âm và quảng bá lịch sử nghệ thuật toàn diện. Một trong những mục tiêu của dự án này là giải quyết vấn đề thành kiến chủng tộc và giới tính trên Wikipedia bằng cách khuyến khích các bài viết trên Wikipedia về giới nghệ sĩ người Mỹ gốc Phi.

## Lịch sử
Nghệ sĩ Jina Valentine và Heather Hart cùng nhau lập nên Black Lunch Table (BLT) vào năm 2005 với một sự kiện tại hội quán nghệ sĩ Trường Hội họa và Điêu khắc Skowhegan. BLT đã tổ chức các cuộc thi edit-a-thon tại nhiều tổ chức và cơ quan bao gồm Đại học Boston, Rutgers, The New School, BRIC Arts Media và các tổ chức khác. Tính đến năm 2020, tổ chức này đã chủ trì 72 sự kiện Wikipedia ở sáu quốc gia, tạo ra 385 bài viết mới và tải lên 727 hình ảnh mới.